# استفان کولب
استفان کولب (انگلیسی: Stefan Kolb؛ زادهٔ ۲۲ ژانویهٔ ۱۹۹۱) بازیکن فوتبال اهل آلمان است.
از باشگاه‌هایی که در آن بازی کرده‌است می‌توان به باشگاه فوتبال گروتر فورث و باشگاه فوتبال کارل زایس ینا اشاره کرد.